# Billionaire
„Billionaire“ je píseň amerického hip hopového zpěváka Travie McCoye. Píseň pochází z jeho debutového studiového alba Lazarus. Produkce se ujal producentský tým The Smeezingtons. S touto písní mu vypomohl americký popový zpěvák Bruno Mars.

## Hitparáda
| Země        | Umístění |
| ----------- | -------- |
| Austrálie   | 5        |
| Kanada      | 12       |
| Nový Zéland | 2        |
| Anglie      | 3        |
| Evropa      | 9        |
| USA         | 4        |
| Česko       | 23       |